# Operación Whitecoat

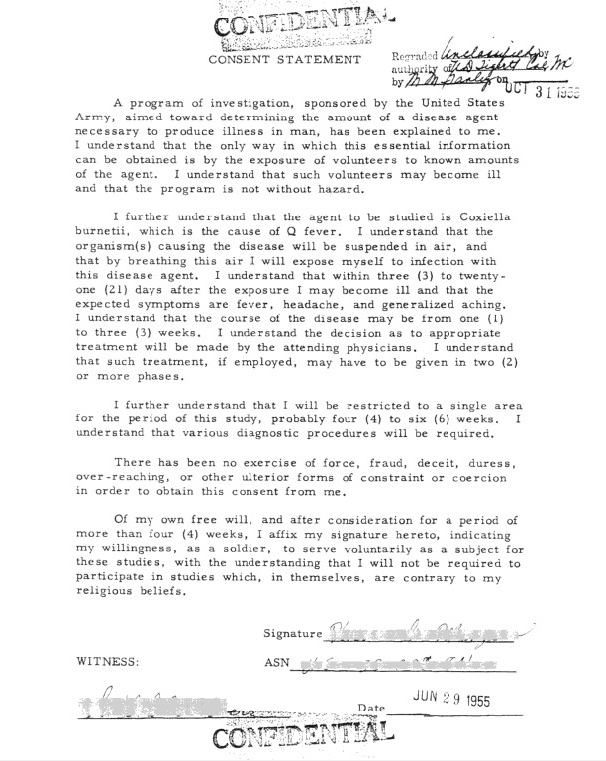
Documento de un experimento de la Operación Whitecoat.

La Operación Whitecoat fue el nombre que recibió un programa de investigación médica realizado por el ejército de los Estados Unidos entre 1954 y 1973 en Fort Detrick que consistió en la realización de experimentos médicos con seres humanos voluntarios, escogidos entre soldados reclutas registrados como objetores de conciencia de la Iglesia Adventista del Séptimo Día. El objetivo declarado de estos experimentos consistía en experimentar la defensa contra armas biológicas y químicas.

## Experimentos
El ejército de los Estados Unidos inició sus experimentos sobre los efectos de las armas biológicas en 1953, realizando un estudio sobre la fiebre Q con voluntarios. Para reclutar a los voluntarios se contactó con la Iglesia Adventista en octubre de 1954 y en 1958 comenzaron los primeros proyectos de investigación. Los voluntarios pudieron consultar a sus familias y sacerdotes antes de decidirse a participar. Aproximadamente un 20% de los voluntarios iniciales declinaron participar.
Al final alrededor de 2300 soldados estadounidenses participaron como voluntarios en la investigación permitiendo que les infectaran virus y bacterias que se consideraban de uso posible en un ataque biológico. Además otros 800 voluntarios participaron como técnicos de laboratorio, auxiliares de enfermería, cuidadores de animales y oficinistas. Los voluntarios, conocidos como white coat (literalmente bata blanca), fueron expuestos a patógenos de fiebre amarilla, fiebre del Valle del Rift, hepatitis A, Yersinia pestis, tularemia y encefalitis equina venezolana, entre otras.

## Resultados
Mucha de las vacunas que protegen contra agentes usados en la guerra biológica fueron testados en humanos en la operación Whitecoat. Según el USAMRIID, la operación Whitecoat contribuyó a la consecución de vacunas aprobadas por la Administración de Alimentos y Medicamentos para la fiebre amarilla y la hepatitis y en la investigación de fármacos para tratar a fiebre Q, encefalitis equina venezolana, fiebre del valle del Rift y tularemia, además el USAMRIID también afirma que sirvió para desarrollar equipamiento, procedimientos de descontaminación, incubadoras, centrifugadoras y filtros de partículas
Ninguno de los voluntarios murió durante el período de realización de las pruebas, se estima que unos 500 voluntarios seguían con vida en 2003. En 1969, tras la aparición de una serie de artículos en la prensa, muchos adventistas comenzaron a cuestionar la participación de su iglesia en el proyecto.